# Az-Zubaidat
Az-Zubaidat (àrab: زبيدات, Zubaydāt) és una vila palestina en la governació de Jericó a l'est de Cisjordània situat a la vall del Jordà, situat 27 km al nord de Jericó. Segons l'Oficina Central Palestina d'Estadístiques, az-Zubaidat tenia una població de més de 1.340 habitants a mitjans 2006. En 1997 els refugiats palestins constituïen el 96% de la població. Els centres d'atenció primària de salut per al poble són designats pel Ministeri de salut com a nivell 2. En gener de 2010 Robert Fisk va informar que la instal·lació finançada per la UE d'un sistema d'eres d'aigua va ser aturat pels israelians.